# Burchard IV van Vendôme
Burchard IV van Vendôme (circa 1130/1135 - 1202) was van 1182 tot aan zijn dood graaf van Vendôme. Hij behoorde tot het huis Preuilly.

## Levensloop
Burchard IV was de oudste zoon van graaf Jan I van Vendôme en diens eerste echtgenote Bertha van Puy-de-Fou. Na de dood van zijn stiefmoeder Richilde van Lavardin kreeg hij van zijn vader de heerlijkheid Lavardin toegewezen. In 1161 verdedigde hij samen met zijn vader het kasteel van Vendôme tegen graaf Theobald IV van Blois, die de stad veroverd had en het kasteel belegerde. Enkele jaren later verzette hij zich tegen zijn vader door de Engelse prinsen te ondersteunen in de strijd tegen hun vader, koning Hendrik II.
In 1176 nam Burchard de regering van Vendôme op zich nadat zijn vader vertrokken was op kruistocht naar het Heilige Land. In 1182 werd hij effectief graaf van Vendôme, toen zijn vader op de terugweg naar Frankrijk overleed.
In 1185 ondertekende hij een akkoord met Abdij van La Trinité, na anderhalve eeuw conflicten. Hij gaf al zijn rechten op de abdij op, maar de monniken moesten, net als alle andere vazallen, voortaan bijdragen aan de herstellingen van de fortificaties van het kasteel van Vendôme.
Burchard, die een Engelse leenman was, koos in 1188 de zijde van koning Filips II van Frankrijk, die de stad Vendôme wilde veroveren. In augustus van dat jaar heroverde Richard Leeuwenhart de stad echter en moest Burchard opnieuw trouw zweren aan de Engelsen. In 1194 deed Filips II een nieuwe poging om Vendôme te veroveren en belegerde hij het kasteel, maar hij moest het beleg opheffen door de komst van Richard Leeuwenhart. Op 5 juli 1194 vond er nabij Fréteval een veldslag plaats tussen het Franse en het Engelse leger, waarbij het leger van Filips II verslagen werd en op de vlucht moest slaan.
Burchard IV overleed in 1202. Aangezien zijn oudste zoon Godfried al overleden was, werd hij als graaf van Vendôme opgevolgd door zijn kleinzoon Jan II van Vendôme.

## Huwelijk en nakomelingen
Burchard was gehuwd met ene Agatha, een vrouw wier afkomst onbekend gebleven is. Ze kregen volgende kinderen:
- Godfried, heer van Lavardin
- Rudolf, sneuvelde in 1191 bij het Beleg van Akko
- Jan III (overleden in 1217), graaf van Vendôme
- Agnes, huwde met heer Peter II van Montoire